# 普桑派与鲁本斯派
1671年，位於巴黎的法國皇家繪畫與雕塑學院爆發了一場關於繪畫中素描和色彩哪個更重要的爭論。一邊是普桑派（Fr. Poussinistes），以畫家尼古拉·普桑（Nicolas Poussin）的名字命名,突出素描、线条和造型性(趋向于古典主义) 。
而与之对立的是鲁本斯派(Fr. Rubénistes)，以画家彼得·保羅·魯本斯(Peter Paul Rubens)的名字命名，强调画面的动感、色彩和感性特征(属于巴洛克风格）。
這場争论帶有強烈的民族主義色彩，因為普桑是法國人，而魯本斯则是佛蘭德人（儘管當時兩人都已不在人世）。